# Campeonato femenino sub-17 de la CAF de 2016
El Campeonato femenino sub-17 de la CAF de 2016 es el V torneo que decide qué naciones africanas asistirán a la Copa Mundial Femenina de Fútbol Sub-17 de la FIFA.

## Eliminatorias
6 equipos fueron elegidos para participar en la ronda preliminar.

### Ronda preliminar
| Equipo 1 | Agr. | Equipo 2                        | Ida | Vuelta |
| -------- | ---- | ------------------------------- | --- | ------ |
| Gabón    | w/o  | Sierra Leona                    | -   | -      |
| Yibuti   | w/o  | República Democrática del Congo | -   | -      |
| Botsuana | 2-3  | Namibia                         | 1-2 | 1-1    |

| 27 de noviembre de 2015 | Gabón | w/o     | Sierra Leona |  |  |
|                         |       | Reporte |              |  |  |

| 11 de diciembre de 2015 | Sierra Leona | w/o     | Gabón |  |  |
|                         |              | Reporte |       |  |  |

Clasificó Sierra Leona ya que Gabón no se presentó.
| 27 de noviembre de 2015 | Yibuti | w/o     | República Democrática del Congo |  |  |
|                         |        | Reporte |                                 |  |  |

| 11 de diciembre de 2015 | República Democrática del Congo | w/o     | Yibuti |  |  |
|                         |                                 | Reporte |        |  |  |

Clasificó Yibuti ya que República Democrática del Congo no se presentó.
| 29 de noviembre de 2015, 16:00 | Botsuana         | 1:2     | Namibia                  | Molepololo Sport Complex, Gaborone, |                                 |
|                                | Radiakanyo 45+1' | Reporte | Van Wyk 34' · Haoses 84' | Árbitra: Sarah Selemani, Zambia     | Árbitra: Sarah Selemani, Zambia |

| 13 de diciembre de 2015, 16:00 | Namibia     | 1:1     | Botsuana   | Sam Nujoma Stadium, Windhoek,             |                                           |
|                                | Van Wyk 60' | Reporte | Abueng 19' | Árbitra: Marximina Luzia Bernardo, Angola | Árbitra: Marximina Luzia Bernardo, Angola |

En el resultado global ganó Namibia, al imponerse 3-2

### Equipos clasificados para la Copa Mundial Femenina Sub-17 de la FIFA
| Bandera de Ghana | Bandera de Camerún | Bandera de Nigeria |
| Ghana            | Camerún            | Nigeria            |
| ---------------- | ------------------ | ------------------ |